# John Sjoberg
John Sjoberg (12 de junio de 1941 – 2 de octubre de 2008) fue un futbolis escocés que jugó 15 temporadas en el Leicester City entre 1958 y 1973. Sjoberg fchó por los Foxes desd el equipo amateur del Banks O' Dee en agosto de 1958 y allí jugó 413 partidos. Jugó principalmente como lateral, pero pasó a ser central hacia el final de su carrera.

## Carrera
Sjoberg hsioz su debut en la victoria del Leicester por 2–1 contra el Cardiff City en octubre de 1960. Fue titular en la temporada 1962/63, donde se ganó la FA Cup de Wembley, donde el City perdió por 3-1 contra el Manchester United, y la temporada siguiente fue miembro del equipo de Leicester que ganó la Copa de la Liga, asegurando a los Foxes su primer gran trofeo. También estuvo presente en la consecución de la Charity Shield de 1971.
Sjoberg dejó el Leicester City en 1973 y jugó de manera muy testimonial con el Rotherham United antes de retirarse para dirigir su propia empresa de imprenta en Leicester. 